# Parafia Wniebowzięcia Najświętszej Maryi Panny w Kępnicy
Parafia Wniebowzięcia Najświętszej Maryi Panny w Kępnicy – rzymskokatolicka parafia położona w metropolii katowickiej, diecezji opolskiej, w dekanacie nyskim. Do parafii należy około 1210 wiernych ze wsi: Kępnicę i Hajduki Nyskie.

## Historia
Początki parafii sięgają XIII wieku. W dokumencie z tych czasów czytamy, że proboszcz z Kępnicy, ksiądz Herman, przebywał w 1286, razem z biskupem wrocławskim Tomaszem II, na wygnaniu w Raciborzu. Kolejne wzmianki o parafii pochodzą z XIV wieku. W Liber fundationis i wykazie dziesięcin z 1335 r. parafia wymieniona w ramach archiprezbiteratu nyskiego. Po zakończeniu II wojny światowej parafia znalazła się w granicach Polski, w nowo utworzonej diecezji opolskiej. W 1946 r. ksiądz Michał Sobejko przywiózł do Kępnicy cudowny obraz Matki Bożej Horodeńskiej z Kresów wschodnich, który do dziś znajduje się w bocznym ołtarzu.

## Kościół
Kościół został zbudowany w połowie XIII wieku w stylu romańskim. W późniejszym okresie był kilkakrotnie przebudowywany, między innymi w 1754 i 1883 r. Podczas tych prac zatarte zostały zasadnicze cechy pierwotnego stylu. Ołtarz główny pochodzi z XVII/XVIII wieku. Ostatnia renowacja świątyni miała miejsce w 1990 r.  

## Proboszczowie (po 1945)
| L.p. | Imię i nazwisko        |
| ---- | ---------------------- |
| 1    | ks. Michał Sobejko     |
| 2    | ks. Jan Chwaliński     |
| 3    | ks. Stefan Dygoniewicz |
| 4    | ks. Konstanty Nagi     |
| 5    | ks. Józef Łebek        |
| 6    | ks. Damian Bryś        |
| 7    | ks. Józef Panic        |
| 8    | ks. Andrzej Pogorzałek |
| 9    | ks. Ryszard Hüller     |
| 10   | ks. Tomasz Horak       |
| 11   | ks. Michał Wilk        |
| 12   | ks. Witold Walusiak    |
| 13.  | ks. Roman Dyjur        |